# 26e cérémonie des prix Génie
La 26e cérémonie des Prix Génie s'est déroulé le 13 mars 2006 pour récompenser les films sortis en 2005. La cérémonie a eu lieu au théâtre The Carlu, à Toronto (Ontario, Canada). La soirée a été animée par Lisa Ray et Terry David Mulligan.

## Présentateurs et intervenants
La soirée a été animée par Lisa Ray et Terry David Mulligan.

## Palmarès
Le vainqueur de chaque catégorie est indiqué en gras

### Meilleur film
- C.R.A.Z.Y., Pierre Even et Jean-Marc Vallée
  - Familia, Luc Déry
  - Frankie Wilde (It's All Gone Pete Tong), Allan Niblo, James Richardson
  - Ralph (Saint Ralph), Michael Souther, Teza Lawrence, Andrea Mann, Seaton McLean
  - Water, David Hamilton

### Meilleur acteur
- Michel Côté, C.R.A.Z.Y.
  - Adam Butcher, Ralph
  - Marc-André Grondin, C.R.A.Z.Y.
  - Paul Kaye, Frankie Wilde
  - Luc Picard, L'Audition

### Meilleur acteur dans un second rôle
- Denis Bernard, L'Audition 
  - Rémy Girard, Aurore
  - Gordon Pinsent, Ralph
  - Campbell Scott, Ralph
  - Bernard Starlight, Hank Williams First Nation

### Meilleure actrice
- Seema Biswas, Water
  - Gina Chiarelli, See Grace Fly
  - Macha Grenon, Familia
  - Arsinée Khanjian, Sabah
  - Sylvie Moreau, Familia

### Meilleure actrice dans un second rôle
- Danielle Proulx, C.R.A.Z.Y.
  - Babz Chula, Seven Times Lucky
  - Suzanne Clément, L'Audition
  - Marianne Fortier, Aurore
  - Micheline Lanctôt, Familia

### Meilleur réalisateur
- '"'Jean-Marc Vallée, C.R.A.Z.Y.
  - Louise Archambault, Familia
  - Michael Dowse, Frankie Wilde
  - Deepa Mehta, Water
  - Luc Picard, L'Audition

### Meilleure direction artistique
- Patrice Vermette, C.R.A.Z.Y.
  - Phillip Barker et Cal Loucks, Where the Truth Lies
  - Dilip Mehta, Water
  - Michel Proulx, Aurore
  - Deanne Rohde, Ricardo Alms et Shawna Balas, Seven Times Lucky

### Meilleurs costumes
- Ginette Magny, C.R.A.Z.Y.
  - Dolly Ahluwalia, Water
  - Francesca Chamberland, Aurore
  - Francesca Chamberland, Le Survenant
  - Anne Dixon, Ralph

### Meilleure adaptation
- Atom Egoyan, Where the Truth Lies
  - Diane Cailhier, Le Survenant
  - David Christensen, Six Figures
  - Luc Dionne, Aurore
  - Nathalie Petrowski, Maman Last Call

### Meilleur scénario original
- Jean-Marc Vallée et François Boulay, C.R.A.Z.Y.
  - Louise Archambault, Familia
  - Michael Dowse, Frankie Wilde
  - Deepa Mehta, Water
  - Luc Picard, L'Audition

### Meilleur son
- Yvon Benoît, Daniel Bisson, Luc Boudrias et Bernard Gariépy Strobl, C.R.A.Z.Y.
  - Greg Stewart, Michael McCann et Michael Thomas, Frankie Wilde
  - Daniel Pellerin, John Hazen, Jan Rudy et Bisa Skecic, Lie With Me
  - Leon Johnson, Bruce Little et Howard Rissin, Seven Times Lucky
  - Chris Munro, John Hazen, Daniel Pellerin et Jan Rudy, Where the Truth Lies

### Meilleure chanson
- When Wintertime, dans Seven Times Lucky (Glenn Buhr et Margaret Sweatman, songwriters)
  - Comme une plume au vent, dans Le Survenant (Sylvain Cossette, Michel Corriveau et Robert Marchand)
  - Just a Show, dans The Life and Hard Times of Guy Terrifico (Matt Murphy et Michael Mabbott)
  - Make Believe, dans The Life and Hard Times of Guy Terrifico (Matt Murphy et Michael Mabbott)
  - Tourner, dans L'Audition (Daniel Bélanger)

### Meilleur documentaire
- Velcrow Ripper, Tracey Friesen, Cari Green et Harry Sutherland, ScaredSacred
  - Paul Arcand et Denise Robert, Les Voleurs d'enfance

### Meilleur court métrage d'animation
- cNote (en), Christopher Hinton, Michael Fukushima
  - Dehors novembre, Patrick Bouchard, Michèle Bélanger
  - Ruzz et Ben, Philippe Jullien, Marcel Jean, Jean-Pierre Lemouland